# Mabaruma
Mabaruma is een plaats in Guyana en is de hoofdplaats van de regio Barima-Waini. De plaats ligt dicht tegen de Aruka Rivier (de Venezolaanse grens) op een smal plateau boven het omringende regenwoud. Mabaruma telde 1.254 inwoners in 2012. De plaats verving Morawhanna als regionale hoofdplaats omdat men het risico op overstromingen in Morawhanna te groot vond. In Mabaruma is er een regionaal districtskantoor gevestigd.

## Geschiedenis
Mabaruma werd in de 18e eeuw gesticht door inheemsen die uit Venezuela waren gevlucht. In het begin van de 20e eeuw waren missionarissen actief onder de bevolking. Mabaruma heeft de eerste middelbare school in de regio, North West Secondary School, opgericht in 1965. Mabaruma wordt voornamelijk bewoond door mensen van gemengde afkomst en inheemsen. In 2016 werd Mabaruma een town en werd het samengevoegd met de dorpen Kumaka en Hosororo.
Jonestown* · Mabaruma · Matthews Ridge · Port Kaituma · Santa Rosa · Whitewater